# Монаков, Константин Николаевич
Константи́н Никола́евич Мона́ков, или Константи́н фон Мона́ков (Constantin von Monakow; 4 (16) ноября 1853, Бобрецово, Вологодская губерния — 19 октября 1930, Цюрих) — швейцарский невролог, нейроанатом, нейропсихолог российского происхождения.

## Биография
В возрасте 4-х лет остался без матери и в 1863 году эмигрировал с отцом в Германию, а в 1866 году переехал в Цюрих. С 1872 по 1877 год изучал медицину в Цюрихском университете и одновременно работал в лаборатории под руководством Эдуарда Гицига. После окончания университета он был ассистентом в психиатрической клинике St. Pirminsberg в Пфеферсе, где выполнял научные исследования по анатомии мозга. В 1885 году он вернулся в Цюрих, где впоследствии стал директором Института анатомии мозга. В 1917 году основал швейцарский Архив неврологии и психиатрии, и был его редактором до самой смерти. Он был основателем швейцарского неврологического общества.
Был критиком классической теории локализации психологических функций. Проводил исследования психологических последствий, возникших из-за поражения различных участков коры головного мозга. Пришёл к заключению, что по выпадению тех или иных психологических операций можно судить лишь о зоне поражения, но не о локализации психической функции. Ввел понятие «асемии», характеризующее то, что нарушения сложных символических функций могут иметь место при самых различных по локализации поражениях мозга. Опираясь на представление об иерархической организации мозга, ввел понятие «диашизиса». Высоко оценивался А. Р. Лурией, который считал Монакова «одним из наиболее глубоких и осторожных неврологов нашего времени». В последние 15 лет жизни одновременно с проведением дальнейших исследований по анатомии и эволюции мозга, занимался пограничными вопросами медицины и философии. В своих трудах рассматривал проблему психофизического параллелизма и пришёл к заключению о независимости высших психических функций от мозгового субстрата.

## Избранные произведения
- Gehirnpathologie, (1897)
- Gefuhl, Gesittung und Gehirn, (1916)
- Psychiatrie und Biologie, (1919)